# Bonia amplexicaulis
Bonia amplexicaulis là một loài thực vật có hoa trong họ Hòa thảo. Loài này được (L.C.Chia, H.L.Fung & Y.L.Yang) N.H.Xia mô tả khoa học đầu tiên năm 1996.